# Euroleague Basketball 2023-2024 - Play-off
La fase dei play-off della Euroleague Basketball 2023-2024 si sono disputate dal 23 aprile al 8 maggio 2024.
Le serie sono al meglio delle 5 partite, secondo il formato 2-2-1: ovvero le gare 1, 2 e 5 si giocano in casa delle teste di serie (prime quattro classificate della stagione regolare). La squadra che si aggiudicherà tre gare si qualificherà per la Final Four.
Dall'introduzione del nuovo formato nel 2016, solo il Real Madrid è l'unica squadra a non aver mai fallito la qualificazione ai play-off.

## Squadre qualificate
| Pos | Squadra          | G  | V  | P  | PF   | PS   | DP   | Seeding            |
| --- | ---------------- | -- | -- | -- | ---- | ---- | ---- | ------------------ |
| 1   | Real Madrid      | 34 | 27 | 7  | 2924 | 2681 | +243 | Teste di serie     |
| 2   | Panathinaikos    | 34 | 23 | 11 | 2752 | 2580 | +172 | Teste di serie     |
| 3   | Monaco           | 34 | 23 | 11 | 2770 | 2671 | +99  | Teste di serie     |
| 4   | Barcellona       | 34 | 22 | 12 | 2812 | 2692 | +120 | Teste di serie     |
| 5   | Olympiakos       | 34 | 22 | 12 | 2658 | 2538 | +120 | Non teste di serie |
| 6   | Fenerbahçe       | 34 | 20 | 14 | 2855 | 2723 | +132 | Non teste di serie |
| 7   | Maccabi Tel Aviv | 34 | 20 | 14 | 2969 | 2939 | +30  | Non teste di serie |
| 8   | Saski Baskonia   | 34 | 19 | 15 | 2823 | 2745 | +78  | Non teste di serie |

## Tabellone
| Squadra 1     | Totale | Squadra 2        | Gara 1 | Gara 2 | Gara 3 | Gara 4 | Gara 5 |
| ------------- | ------ | ---------------- | ------ | ------ | ------ | ------ | ------ |
| Real Madrid   | 3-0    | Saski Baskonia   | 90-74  | 101-90 | 102-98 | -      | -      |
| Panathīnaïkos | 3-2    | Maccabi Tel Aviv | 87-91  | 95-79  | 83-85  | 95-88  | 81-72  |
| Monaco        | 2-3    | Fenerbahçe       | 91-95† | 93-88  | 78-89  | 65-62  | 79-80† |
| Barcellona    | 2-3    | Olympiakos       | 75-77  | 77-69  | 82-80† | 58-92  | 59-63  |

† overtime

### Real Madrid - Baskonia
| Arbitri: | Emin Moğulkoç Oļegs Latiševs Ioannis Foufis |

|                                        |            |                                                                    |
| Musa 16 Campazzo, Poirier 10 Hezonja 9 | Punti      | 15 Howard 14 Miller-McIntyre, Rogkavopoulos, Costello 9 Marinković |
| Rodríguez 6                            | Assist     | 5 Miller-McIntyre                                                  |
| Tavares, Yabusele, Poirier 7           | Rimbalzi   | 7 Sedekerskis                                                      |
| Chus Mateo                             | Allenatori | Duško Ivanović                                                     |

| Arbitri: | Fernando Rocha Saša Pukl Jakub Zamojski |

|                                  |            |                                            |
| Campazzo 24 Yabusele 16 Llull 13 | Punti      | 20 Marinković 13 Miller-McIntyre 12 Howard |
| Campazzo 7                       | Assist     | 8 Miller-McIntyre                          |
| Tavares 9                        | Rimbalzi   | 6 Sedekerskis, Miller-McIntyre             |
| Chus Mateo                       | Allenatori | Duško Ivanović                             |

| Arbitri: | Robert Lottermoser Uroš Nikolić Piotr Pastusiak |

|                                                           |            |                                          |
| Howard 29 Rogkavopoulos 18 Marinković, Miller-McIntyre 17 | Punti      | 23 Yabusele 16 Hezonja 13 Campazzo, Deck |
| Miller-McIntyre 11                                        | Assist     | 8 Campazzo                               |
| Miller-McIntyre 7                                         | Rimbalzi   | 13 Tavares                               |
| Duško Ivanović                                            | Allenatori | Chus Mateo                               |

### Panathīnaïkos - Maccabi Tel Aviv
| Arbitri: | Matej Boltauzer Juan Carlos García Miloš Koljenšić |

|                                          |            |                               |
| Lessort 22 Sloukas 12 Grant, Grigonis 11 | Punti      | 18 Colson 16 Brown 15 Baldwin |
| Sloukas 11                               | Assist     | 7 Baldwin                     |
| Hernangómez 11                           | Rimbalzi   | 8 Nebo                        |
| Ergin Ataman                             | Allenatori | Oded Kattash                  |

| Arbitri: | Ilija Belošević Carlos Peruga Milivoje Jovčić |

|                                      |            |                                       |
| Sloukas 29 Papapetrou 15 Mītoglou 14 | Punti      | 18 Brown 12 Cleveland, Cohen 11 Blatt |
| Sloukas 4                            | Assist     | 6 Brown, Blatt                        |
| Lessort 8                            | Rimbalzi   | 5 Webb                                |
| Ergin Ataman                         | Allenatori | Oded Kattash                          |

| Arbitri: | Sreten Radović Emin Moğulkoç Luka Kardum |

|                            |            |                                  |
| Nebo 22 Brown 16 Colson 14 | Punti      | 25 Nunn 17 Papapetrou 14 Lessort |
| Brown 8                    | Assist     | 5 Lessort                        |
| Nebo 9                     | Rimbalzi   | 6 Lessort                        |
| Oded Kattash               | Allenatori | Ergin Ataman                     |

| Arbitri: | Ilija Belošević Mehdi Difallah Milan Nedović |

|                                   |            |                               |
| Brown 17 Colson, Blatt 14 Nebo 12 | Punti      | 27 Nunn 20 Sloukas 17 Lessort |
| Blatt 7                           | Assist     | 6 Sloukas                     |
| Colson 6                          | Rimbalzi   | 8 Sloukas                     |
| Oded Kattash                      | Allenatori | Ergin Ataman                  |

| Arbitri: | Ilija Belošević Emin Moğulkoç Mehdi Difallah |

|                                   |            |                                        |
| Nunn 26 Sloukas 15 Hernangómez 11 | Punti      | 19 Brown 14 Nebo 9 DiBartolomeo, Blatt |
| Grant, Nunn 4                     | Assist     | 7 Brown                                |
| Lessort 11                        | Rimbalzi   | 7 Nebo                                 |
| Ergin Ataman                      | Allenatori | Oded Kattash                           |

### Monaco - Fenerbahce
| Arbitri: | Miguel Ángel Pérez Piotr Pastusiak Artūras Šukys |

|                                       |            |                                 |
| Okobo 19 James, Loyd 16 Motiejūnas 12 | Punti      | 19 Hayes 17 Calathes 16 Sestina |
| Okobo, James 4                        | Assist     | 5 Gudurić, Dorsey               |
| Blossomgame 9                         | Rimbalzi   | 7 Hayes, Dorsey                 |
| Saša Obradović                        | Allenatori | Šarūnas Jasikevičius            |

| Arbitri: | Robert Lottermoser Gytis Vilius Jordi Aliaga |

|                                |            |                                              |
| Motiejūnas 18 Loyd 15 Okobo 13 | Punti      | 25 Dorsey 23 Wilbekin 10 Hayes 17 16 Sestina |
| James 7                        | Assist     | 7 Calathes                                   |
| James 7                        | Rimbalzi   | 6 Hayes                                      |
| Saša Obradović                 | Allenatori | Šarūnas Jasikevičius                         |

| Arbitri: | Fernando Rocha Damir Javor Emilio Pérez |

|                                               |            |                                                     |
| Biberović 14 Calathes 13 Wilbekin, Gudurić 11 | Punti      | 23 Diallo 11 Loyd, Blossomgame, James 10 Motiejūnas |
| Gudurić 6 7                                   | Assist     | 7 James                                             |
| Papagiannīs 6                                 | Rimbalzi   | 7 Diallo                                            |
| Šarūnas Jasikevičius                          | Allenatori | Saša Obradović                                      |

| Arbitri: | Miguel Angel Perez Carlos Peruga Uroš Nikolić |

|                                              |            |                                      |
| Gudurić 14 Wilbekin 11 Papagiannīs, Hayes 10 | Punti      | 13 Okobo 10 Motiejūnas, James 8 Loyd |
| Calathes 5                                   | Assist     | 3 James, Loyd                        |
| Papagiannīs 11                               | Rimbalzi   | 8 Hall                               |
| Šarūnas Jasikevičius                         | Allenatori | Saša Obradović                       |

| Arbitri: | Fernando Rocha Carlos Peruga Emilio Perez |

|                                 |            |                                               |
| James 20 Motiejūnas 16 Okobo 15 | Punti      | 14 Wilbekin, Calathes 13 Biberović 10 Gudurić |
| Okobo 5                         | Assist     | 4 Hayes, Calathes                             |
| Motiejūnas 8                    | Rimbalzi   | 6 Calathes                                    |
| Saša Obradović                  | Allenatori | Šarūnas Jasikevičius                          |

### Barcellona - Olympiakos
| Arbitri: | Damir Javor Tomislav Hordov Rain Peerandi |

|                                            |            |                                        |
| Hernangómez, Parker 13 Abrines 11 Rubio 10 | Punti      | 15 Williams-Goss 14 Canaan 12 Petrušev |
| Rubio 7                                    | Assist     | 5 Walkup                               |
| Parker 7                                   | Rimbalzi   | 5 Petrušev                             |
| Roger Grimau                               | Allenatori | Giōrgos Mpartzōkas                     |

| Arbitri: | Sreten Radović Carmelo Paternicò Uroš Nikolić |

|                                    |            |                                               |
| Parker 24 Hernangómez 11 Veselý 10 | Punti      | 20 Peters 10 Williams-Goss, McKissic 7 Walkup |
| Rubio 6                            | Assist     | 7 Walkup                                      |
| Veselý 7                           | Rimbalzi   | 6 Sikma                                       |
| Roger Grimau                       | Allenatori | Giōrgos Mpartzōkas                            |

| Arbitri: | Ilija Belošević Mehdi Difallah Milan Nedović |

|                                 |            |                                                              |
| Petrušev 18 Wright 16 Walkup 10 | Punti      | 16 Veselý 13 Satoranský, Hernangómez, Parker 12 Laprovíttola |
| Walkup 6                        | Assist     | 8 Laprovíttola                                               |
| Wright 8                        | Rimbalzi   | 9 Parker                                                     |
| Giōrgos Mpartzōkas              | Allenatori | Roger Grimau                                                 |

| Arbitri: | Sreten Radović Saša Pukl Tomislav Hordov |

|                                              |            |                                        |
| McKissic 21 Fall 12 Williams-Goss, Canaan 11 | Punti      | 10 Parker 9 Veselý 6 Satoranský, Nnaji |
| Williams-Goss, Canaan 4                      | Assist     | 3 Brizuela                             |
| Milutinov 11                                 | Rimbalzi   | 7 da Silva                             |
| Giōrgos Mpartzōkas                           | Allenatori | Roger Grimau                           |

| Arbitri: | Sreten Radović Damir Javor Uroš Nikolić |

|                                          |            |                                          |
| Laprovíttola 17 Abrines 13 Hernangómez 9 | Punti      | 12 McKissic 11 Papanikolaou 10 Milutinov |
| Satoranský 5                             | Assist     | 4 Williams-Goss                          |
| Satoranský 8                             | Rimbalzi   | 10 Milutinov                             |
| Roger Grimau                             | Allenatori | Giōrgos Mpartzōkas                       |